# Домброво-Кораб (герб)
Домброво-Кораб (пол. Dąbrowo-Korab) — польский дворянский герб

## Описание
В красном поле золотой корабль с золотыми же львиными головами по кормам; в корабле башня о четырёх зубцах. В верхних углах щита по серебряной пятиконечной звезде.
В вершине шлема левое коршуново крыло, проткнутое серебряной стрелой влево. Намёт голубой с серебряным подбоем. Герб внесён в Гербовник дворянских родов Царства Польского, часть 1, стр. 212.

## Герб используют
Вышеописанный герб вместе с потомственным дворянством Всемилостивейше пожалован директору отделения главного контроля окладных доходов в Правительственной комиссии финансов и казначейства, государственному советнику Иларию Осипову сыну Островскому, по силе 4-й статьи статьи Положения о Дворянстве 1836 г., грамотою Государя императора и царя Николая I, 1839 г. октября 2 (14) дня.